# Paul Lensch
Paul Lensch (Potsdam, Provincia de Brandeburgo, 31 de marzo de 1873 - Berlín, 18 de noviembre de 1926). Fue un periodista, editor y autor de varios libros, y político alemán del SPD. Desde 1912, Lensch fue miembro del Reichstag por el Partido Socialdemócrata (SPD). En 1919 se convirtió en profesor de economía en la Universidad de Berlín.

## Vida
Ya en la escuela secundaria, Lensch estudió a Hegel y a Marx. Después del servicio militar estudió economía en Berlín y en Estrasburgo. En 1900 en Estrasburgo recibió su doctorado en ciencia política. Luego trabajó como editor para el periódico Freie Presse für Elsaß-Lothringen (“Prensa libre para Alsacia-Lorena”). Desde 1902 fue editor del Leipziger Volkszeitung y junto con Rosa Luxemburgo, Alexander Parvus, Franz Mehring y Karl Liebknecht fue vocero de la izquierda antirrevisionista en el SPD. Desde 1908 hasta 1913 fue editor del Leipziger Volkszeitung. En 1912 fue candidato del SPD 22° distrito de Sajonia (Reichenbach) y resultó elegido para el Reichstag. En 1914 Lensch al principio se opuso a la aprobación por el SPD de los empréstitos de guerra, pero en 1915, junto con Heinrich Cunow y Konrad Haenisch, formó el grupo Lensch-Cunow-Haenisch dentro del SPD, el cual buscaba alcanzar un acuerdo con la mayoría del SPD a través de una defensa de la guerra basada en la teoría marxista. Ellos desarrollaron la teoría del “socialismo de guerra”, que fue publicada en el Hamburger Echo y en otros periódicos del SPD. Desde mediados de 1915 Die Glocke, una revista fundada por Alexander Parvus se convirtió en el órgano del grupo. En octubre de 1917 el SPD se dividió. Lensch se convirtió en un vocero del SPD hegemónico, llamado “MSPD” (“Mehrheits-SPD”, o “SPD mayoritario”), que estaba bajo la dirigencia de Friedrich Ebert, quien había apoyado la guerra desde el principio. En noviembre de 1918 Lensch se convirtió en un importante contacto entre el Concejo de Diputados del Pueblo y la dirigencia militar. Más tarde se retiró de la política partidaria y se convirtió en profesor en la Universidad de Berlín. Lensch fue también miembro del equipo de política internacional del conservador Deutsche Allgemeine Zeitung, un periódico perteneciente a Hugo Stinnes, famoso industrialista y político. En 1922, después de la fusión del MSPD y lo que quedaba del USPD (resultando en un giro a la izquierda del SPD), Lensch fue expulsado del partido. Desde junio de 1922 hasta noviembre de 1925 fue editor del DAZ Lensch, y se fue acercando cada vez más a los oponentes conservadores de la socialdemocracia. En noviembre de 1926 murió luego de una prolongada enfermedad en Berlín.

## Ideas políticas

### Socialismo de guerra
Lensch creía que la Primera Guerra Mundial probaba el fracaso del capitalismo. Ya que el capitalismo, el sistema de la economía de libre mercado basada en la competencia, recurre a medidas económicas regulativas socialistas, la superioridad y victoria del principio socialista quedaba así probada. El Estado usó un monopolio sobre los granos para garantizar la nutrición de la población, y más tarde serían introducidas cartillas de racionamiento. Esto para Lensch era el indicador de un cambio principal en la economía hacia un “socialismo de guerra democrático”. La falta de insumos básicos durante la guerra fue para Lensch una bendición porque permitía acciones de planificación gubernamental. Allí es donde veía al carácter revolucionario de la guerra. Para Lensch el Estado es una institución que se eleva por sobre las clases. El Estado no regula a ninguna clase específica, sino que está impulsado por “intereses objetivos”. El esfuerzo de guerra lo demostraba y reflejaba así el interés “de todo el pueblo”. Según Lensch el socialismo no se logra entonces a través de la lucha de clases, sino a través de la reconciliación nacional. La identidad cultural y la economía deberían estar enlazadas, lo cual es importante para su tesis de “la guerra mundial como una revolución mundial”. Esta tesis distancia a Lensch de la visión marxista clásica, aunque aún aplica la metodología marxista básica. Las grandes industrias nacionales, un Estado burocráticamente regulado y una fuerza de trabajo fuerte son para Lensch el nuevo "Volksgemeinschaft" (unidad del pueblo) socialista.

### La Primera Guerra Mundial como una revolución mundial
La Primera Guerra Mundial fue interpretada por Lensch como una revolución socialista mundial. Esta es la continuación de la teoría del “socialismo de guerra”. Mientras que la mayoría del SPD veía la guerra como una guerra defensiva contra la Rusia zarista, Lensch veía a la Inglaterra liberal como la causante de la guerra. Esto era porque Inglaterra era el país industrializado más viejo de Europa, lo cual había hecho ganar a Inglaterra su supremacía. La guerra contra Alemania era simplemente un intento de prevenir el crecimiento de la rival Alemania y asegurar su propio monopolio.
Lensch convierte así la teoría marxista de la lucha de clases a un nivel nacional. Inglaterra era el país de la clase burguesa-capitalista mientras que Alemania representaba el proletariado. 
Inglaterra, con su monarquía parlamentaria era para Lensch la causa del capitalismo. La religión calvinista y la búsqueda de riqueza individual en Inglaterra llevaron a la creación de la burguesía. La sociedad británica tiene una necesidad expansiva sobre mercados no-ingleses, y por lo tanto establece un monopolio. La ahora emergente Alemania amenazaba esta supremacía, porque se erguía en contraste con la Inglaterra individualista y era en su lugar un país fuertemente orientado a la solidaridad, sin una burguesía convencional.
Alemania ya no era tan reaccionaria como en los tiempos del Imperio guillermino, sino que había desarrollado elementos democráticos que Lensch creía irían incrementando. Por ejemplo, el sufragio universal había sido introducido en Alemania pero no en la liberal Inglaterra. Aún más, la asistencia escolar obligatoria había sido introducida, creando una “comunidad cultural” nacional que era superior a la inglesa. Lensch también menciona a la conscripción alemana como básicamente socialista en naturaleza, en contraste con la británica.
Las ideas del socialismo como lo imaginaba Lensch diferían del marxismo tradicional. Eran acerca de la creación de una “solidaridad nacional”, que estaba caracterizada por obligaciones gubernamentales y morales. En esta interpretación “positiva” del histórico "excepcionalismo" de Alemania, contrastándola con el país liberal modelo, Inglaterra, Lensch no estaba solo. Muchos autores enfatizaban en ese tiempo la superioridad de la cultura alemana frente a la “civilización occidental individualista-capitalista superficial” y las ”ideas de 1914” frente a las ideas de 1789. El hecho de que Lensch mezclara esto con ideas marxistas, creando un modelo autoritario y nacionalista de socialismo, está también lejos de ser único y especial. Hay similitudes entre este pensamiento y la idea de Ernst Niekisch del “nacional-bolchevismo”. También famosa es la obra 1789 und 1914: Die symbolischen Jahre in der Geschichte des politischen Geistes (“1789 y 1914: Los años simbólicos en la historia de las ideas políticas”) de Johann Plenge.
A través de la fundación del grupo Lensch-Cunow-Haenisch, Lensch estuvo también cercano a Alexander Parvus y fue fuertemente influenciado por el profesor Johann Plenge, a su vez asesor de tesis de Kurt Schumacher y ancestro de la tendencia derechista en el SPD actual, conocida como Seeheimer Kreis. Lensch se consideraba a sí mismo un marxista y veía a Alemania como el bando “revolucionario” en el conflicto, con Inglaterra siendo el “contrarrevolucionario”. No está claro si Lensch se fue del SPD en 1920 después de ser acusado de apoyar el Putsch de Kapp, o si fue expulsado en 1922.

## Libros
- Paul Lensch, Tres años de revolución mundial (1918)

- Datos: Q96585